# ウェス・シムズ
ウェス・シムズ（Wes Sims、1979年10月12日 - ）は、アメリカ合衆国の男性総合格闘家。オハイオ州コロンバス出身。ハンマーハウス所属。

## 来歴
元々はプロレスラー志望であったが、マーク・コールマンと出会いハンマーハウスに入団。コールマンから総合格闘技とレスリングの指南を受けた。
2003年6月6日、UFC初参戦となったUFC 43でフランク・ミアと対戦。金網際でミアが下になった際にミアの頭部を何度も踏みつけたため、反則負けを宣告された。翌年のUFC 46でミアと再戦を行うもフック連打で敗れ、続くUFC 47ではマイク・カイルにKO負けを喫し、3連敗となりUFCからリリースされた。
2004年10月、WWEのタフイナフ4（100万ドルタフイナフ）に出場するも、失格となりWWE入りはならなかった。
2009年、リアリティ番組「The Ultimate Fighter」のシーズン10に参加。クイントン・ジャクソン率いるチーム・ランペイジに所属。UFCとの再契約を目指すも、トーナメント1回戦でチーム・ラシャドのジャスティン・レンに肩固めで失神し、敗退した。
2010年1月30日、Strikeforce初参戦となったStrikeforce: Miamiでボビー・ラシュリーと対戦し、パウンドによるTKO負けを喫した。

## 戦績
| 総合格闘技 戦績 | 総合格闘技 戦績 | 総合格闘技 戦績 | 総合格闘技 戦績 | 総合格闘技 戦績 | 総合格闘技 戦績 | 総合格闘技 戦績 |
| --------------- | --------------- | --------------- | --------------- | --------------- | --------------- | --------------- |
| 39 試合         | (T)KO           | 一本            | 判定            | その他          | 引き分け        | 無効試合        |
| 23 勝           | 9               | 12              | 0               | 2               | 1               | 2               |
| 13 敗           | 6               | 3               | 3               | 1               | 1               | 2               |

| 勝敗 | 対戦相手                 | 試合結果                         | 大会名                                                                        | 開催年月日     |
| ×    | ボビー・ラシュリー       | 1R 2:06 TKO（パウンド）          | Strikeforce: Miami                                                            | 2010年1月30日  |
| ○    | ジェイソン・デアンヘロ   | 1R 0:18 KO                       | FCFS 29: Battlefield 2                                                        | 2008年11月28日 |
| ○    | クリフォード・クーン     | 1R 1:32 ギブアップ               | FCFS 26: Beach-N-Brawl                                                        | 2008年6月28日  |
| ○    | ウィリアム・クリフォード | 1R 2:12 ギロチンチョーク         | FCFS 26: Beach-N-Brawl                                                        | 2008年6月28日  |
| ×    | スティーブ・ボッセ       | 1R 3:05 アンクルホールド         | TKO 34: Sims vs. Bosse                                                        | 2008年6月7日   |
| ×    | トラビス・フルトン       | 5分3R終了 判定0-3                | Fightfest: Capitol Punishment                                                 | 2007年9月29日  |
| ×    | クリス・ギレン           | 2R終了時 TKO（コーナーストップ） | IFO: Eastman vs. Kimmons 【IFOヘビー級王座決定戦】                            | 2007年7月7日   |
| ○    | ダニエル・ロング         | 1R TKO（パンチ連打）             | FCFS 12: Bloodsport                                                           | 2007年6月16日  |
| ×    | クリス・ギレン           | 5分3R終了 判定0-3                | Art of War 2                                                                  | 2007年5月11日  |
| －   | ヴァン・パラチオ         | 1R 0:54 無効試合                 | PFC 2: Fast and Furious                                                       | 2007年3月22日  |
| ○    | ウィリアム・ジャガース   | 1R 0:28 ギブアップ（打撃）       | FCFS 7: Fight Club                                                            | 2007年2月10日  |
| ○    | アルバート・パーマー     | 1R 0:54 ギブアップ（パンチ連打） | Fists of Glory                                                                | 2006年12月9日  |
| ○    | アントン・カーノ         | 2R 失格                          | MMA Mexico                                                                    | 2006年10月27日 |
| ○    | キモ                     | 1R 3:21 TKO（パンチ連打）        | Extreme Wars 5: Battlegrounds                                                 | 2006年10月6日  |
| ○    | ロバート・ホーガン       | 1R 1:07 KO（パンチ連打）         | Full Contact Fight Series 3                                                   | 2006年9月16日  |
| ○    | ジャバリ・ホーゾーン     | 1R 0:36 KO（膝蹴り）             | HHCF 27: Rumble at the Rodeo 2                                                | 2006年9月2日   |
| ○    | ジョエル・スプレナント   | 1R 0:28 三角絞め                 | WEC 22: The Hitman                                                            | 2006年7月28日  |
| ○    | ポール・バウアーズ       | 1R 0:39 ギブアップ               | Ultimate Fight Series 2                                                       | 2006年6月17日  |
| ×    | ダニエル・グレイシー     | 1R 2:42 チョークスリーパー       | IFL: Championship 2006                                                        | 2006年6月3日   |
| ○    | バディ・バトラー         | 1R 0:50 ギブアップ（打撃）       | Ultimate Fight Series                                                         | 2006年4月15日  |
| △    | ダニエル・グレイシー     | 5分2R終了 テクニカルドロー       | Gracie FC: Team Gracie vs. Team Hammer House                                  | 2006年3月3日   |
| ○    | 濱田順平                 | 1R 3:07 三角絞め                 | 琉球Kamikaze Spirits                                                          | 2005年11月13日 |
| ○    | ダスティン・スットン     | 1R TKO                           | HHCF 22: Rumble at the Rodeo                                                  | 2005年9月3日   |
| ○    | シェイン・ライトル       | 1R KO                            | HHCF 21: Redemption                                                           | 2005年8月26日  |
| ×    | ティム・シルビア         | 1R 1:32 TKO（パンチ連打）        | SuperBrawl 38                                                                 | 2004年12月12日 |
| ×    | アントニー・ハードンク   | 1R 4:24 V1アームロック           | Rumble on the Rock 6                                                          | 2004年11月20日 |
| ○    | ジョー・メロット         | 1R 2:09 TKO（パンチ連打）        | Extreme Fighting Challenge 9                                                  | 2004年9月10日  |
| ×    | リカルド・フランソワ     | 2R 0:26 TKO                      | APEX: Genesis                                                                 | 2004年9月5日   |
| ×    | マイク・カイル           | 1R 4:59 KO（右ストレート）       | UFC 47: It's On                                                               | 2004年4月2日   |
| ×    | フランク・ミア           | 2R 4:21 KO（スタンドパンチ連打） | UFC 46: Supernatural                                                          | 2004年1月31日  |
| ×    | フランク・ミア           | 1R 2:55 失格（踏みつけ）         | UFC 43: Meltdown                                                              | 2003年6月6日   |
| ○    | マーカス・コナン         | 2R 2:13 TKO（パンチ連打）        | HOOKnSHOOT: Absolute Fighting Championships 1 【HnS南東部ヘビー級王座決定戦】 | 2002年12月13日 |
| －   | エドウィン・オールセイツ | 無効試合                         | HHCF 3: Unfinished Fury                                                       | 2002年10月19日 |
| ○    | マイク・シェパード       | 1R 3:00 ギロチンチョーク         | World Extreme Fighting 12                                                     | 2002年5月11日  |
| ○    | ジョン・ハーモン         | 1R 三角絞め                      | HHCF 1: Backyard Brawl                                                        | 2002年5月4日   |
| ○    | ジョー・メロット         | 三角絞め                         | Ohio Cage Fights                                                              | 2002年3月23日  |
| ○    | ジョシュ・ミューラー     | 1R 1:18 不詳                     | Ultimate Wrestling: St. Cloud 1                                               | 2002年3月15日  |
| ○    | マイク・パデュアーノ     | 1R TKO（棄権）                   | Reality Superfighting 7: Animal Instinct                                      | 2002年1月26日  |
| ×    | ダン・スバーン           | 4分3R終了 判定0-3                | Reality Superfighting 2: Attack at the Track                                  | 2001年6月23日  |

## 獲得タイトル
- HOOKnSHOOT南東部ヘビー級王座（2002年）